# Microsoft Visual Studio
Microsoft Visual Studio — серія продуктів фірми Майкрософт, які містять інтегроване середовище розробки програмного забезпечення та низку інших інструментальних засобів. Ці продукти дають змогу розробляти як консольні програми, так і програми з графічним інтерфейсом, включно з підтримкою технології Windows Forms, а також вебсайти, вебзастосунки, вебслужби як у рідному, так і в керованому кодах для всіх платформ, що підтримуються Microsoft Windows, Windows Mobile, Windows Phone, Windows CE, .NET Framework, .NET Compact Framework та Microsoft Silverlight.

## Компоненти
Visual Studio включає один або декілька з наступних компонентів:
- Visual Basic .NET, а до його появи — Visual Basic
- Visual C++
- Visual C#
- Visual F# (входить до складу Visual Studio 2010);
- Visual Studio Debugger

Багато варіантів постачання також містять:
- Microsoft SQL Server або
- MSDE Visual Source Safe — файл-серверна система керування версіями

У минулому, до складу Visual Studio також входили продукти:
- Visual InterDev
- Visual J++
- Visual J#
- Visual FoxPro
- Visual Source Safe — файл-серверна система керування версіями.

## Версії
Найбільш значимі версії пакету:
- Visual Studio 97 (кодове ім'я Boston) — перша випущена версія Visual Studio, в ній вперше були зібрані разом різні засоби розробки ПЗ. Вона була випущена в двох версія Professional і Enterprise і включала Visual Basic 5.0, Visual C++ 5.0, Visual J++ 1.1, Visual FoxPro 5.0, вперше з'явилося середовище розробки ASP — Visual InterDev. Це була перша спроба Microsoft створити єдине середовище для розробки для різних мов програмування: Visual C++, Visual J++, Visual InterDev, і MSDN використовували одне середовище, зване Developer Studio. Visual Basic і Visual FoxPro використовували окремі середовища для розробки.
- Visual Studio 6.0 (кодове ім'я Aspen) — випущена в червні 1998 — остання версія Visual Studio, що працює на платформі Win9x. Як і раніше популярна серед програмістів, які використовували Visual Basic. Ця версія була основним середовищем розробки застосунків під Windows від Microsoft, до появи платформи .NET. Ця версія була базовою для розробників Microsoft'у впродовж наступних чотирьох років. Visual Studio 6.0 була останньою версією яка містила в собі COM версію Visual Basic'а. Також це була остання версія яка містила мову програмування Visual J++. Існували дві версії Visual Studio 6.0: Professional та Enterprise. Enterprise містив у собі додаткові плагіни, які не були присутні в Professional, включно з Application Performance Explorer, Automation Manager, Microsoft Visual Modeler, RemAuto Connection Manager, Visual Studio Analyzer.
- Visual Studio .NET 2002 (кодове ім'я Rainier; внутрішня версія 7.0) — випущена в лютому 2002 (містила .NET Framework 1.0). Service Pack 1 для Visual Studio .NET (2002) випущений в березні 2005. Бета — версія була доступною в 2001 році. Найбільшою зміною було впровадження менеджера коду. Застосунки, які були розроблені за допомогою Visual Studio .NET, не компілювались в машинну мову, а перетворювались у формат, який мав назву Microsoft Intermediate Language (MSIL) або Common Intermediate Language (CIL). Коли MSIL-застосунок використовували, він автоматично компілювався в машинну мову для даної платформи, це робило код кросплатформним, що давало змогу виконувати його на різних платформах. Проте такі застосунки могли використовуватись тільки на платформах що підтримували Common Language Infrastructure. Це робило можливим використання застосунків в операційних системах Linux або Mac OS використовуючи спеціальні програми як, Mono та DotGNU. Пакет був випущений одразу в чотирьох версіях: Academic, Professional, Enterprise Developer та Enterprise Architect. Було вперше представлено нову мову програмування C# (сі — шарп), яка була спеціально розроблена для використання в Visual Studio .NET. Також було представлено спадкоємця Visual J++ що мав назву Visual J#. За допомогою Visual Studio .NET можна було створювати звичайні застосунки та вебсайти (використовуючи ASP.NET та Web сервіси). У травні 2005 року було випущено пакет оновлень для Visual Studio .NET.

- Visual Studio .NET 2003 (кодове ім'я Everett; внутрішня версія 7.1) — випущена в квітні 2003 (містить .NET Framework 1.1). Це була перша версія, що допускала розробку застосунків для мобільних пристроїв, використовуючи ASP.NET або .NET Compact Framework. Внутрішній номер версії Visual Studio .NET 2003 був 7.1, але версії файлів були 8.0. Visual Studio .NET 2003 також було випущено в чотирьох варіантах: Academic, Professional, Enterprise Developer, та Enterprise Architect. Версія Enterprise Architect містила спеціальний застосунок Microsoft Visio 2002, що використовувався для побудови UML об'єктів. Пакет оновлень для Visual Studio .NET 2003 було випущено 13 вересня 2006 року.

### Visual Studio 2005
Visual Studio 2005 (кодове ім'я Whidbey; внутрішня версія 8.0) — випущена в кінці жовтня 2005 (включає .NET Framework 2.0). На початку листопада 2005 також вийшла серія продуктів в редакції Express: Visual C++ 2005 Express, Visual Basic 2005 Express, Visual C# 2005 Express і інше. 19 квітня 2006 редакція Express стала безоплатною. Service Pack 1 для VS2005 і всіх Express-редакцій випущений 14 грудня 2006 року. Додаткова латка для SP1, що вирішує проблему сумісності з Windows Vista випущена 3 червня 2007.
Visual Studio 2005 підтримує ASP .NET версії 2.0, і дозволяє підтримувати он–лайн сервіси ASP .NET. Також підтримує усі тими SQL Server'ів до 2005 року. Було надано можливості для розробки 64-розрядних застосунків. Можна було компілювати коди ваших застосунків як 32- або 64- розрядні. Visual Studio 2005 містила 64 — бітні версії стандартних бібліотек. Також було випущено ще два продукти, які мали назву, Visual Studio Tools for Applications (VSA) та Visual Basic for Applications (VBA). В них було включено підтримку Microsoft Office 2007. Згодом була додана підтримка таких додатків як, WPF, WCF, WF, LINO та .NET Framework 3.5.

### Visual Studio 2008
В листопаді 2007 корпорація Microsoft оголосила про випуск нових продуктів для розробників Visual Studio 2008 (кодове ім'я Orcas) і .NET Framework 3.5.
Visual Studio 2008 сконцентрувала свою увагу на розробці застосунків для Windows Vista, Microsoft Office 2007 та вебзастосунків. Для візуальної розробки було презентовано Windows Presentation Foundation та новий HTML/CSS редактор.
Маючи понад 250 нових функціональних можливостей, Visual Studio 2008 пропонує істотні поліпшення кожної з версій, включаючи Visual Studio Express та Visual Studio Team System.
- Language Integrated Query (LINQ) заповнює прогалину між об'єктним програмуванням і даними та дає змогу розробникам зосередитися не на доступі до даних, а на роботі з ними.
- Visual Studio Team System підтримує управління збіркою програм, включно з виконанням планових збірок та збірок в результаті процесу безперервної інтеграції. Team Build забезпечує інтегровану підтримку статичного аналізу коду під час виконання збірки і проведення контрольних випробувань збірки.
- Значне спрощення розробки для Web завдяки новій техніці обміну інформацією з вебсервером для вебсайтів, які підтримують AJAX/JSON. Нові елементи управління ASP.NET передбачають покращене управління сторінками і шаблони, а Windows Communication Foundation передбачає вбудовану підтримку RSS і REST.
- .NET Framework 3.5 також містить декілька нових функціональних можливостей, серед яких можна назвати можливості для Web 2.0, сервіс-орієнтовану архітектуру (Service-Oriented Architecture, SOA) та програми на базі технології ПЗ + Сервіси (Software+Services). Сервіси з підтримкою послідовності операцій надають нові класи моделі програмування, які спрощують створення сервісів з підтримкою послідовності операцій за рахунок використання Windows Communication Foundation і Windows Workflow Foundation. Це дозволяє розробникам на .NET Framework створювати бізнес-логіку сервісу, використовуючи WF, та організовувати обмін повідомленнями з цим сервісом за допомогою WCF.
- Підтримка додаткових протоколів вебсервісів у Windows Communication Foundation, включаючи протоколи Web Services Atomic Transaction (WS-AtomicTransaction) 1.1, WS-ReliableMessaging 1.1, WS-Secure Conversation та Web Services Coordination (WS-Coordination) 1.1.
- Text Template Transformation Toolkit шаблонно орієнтований генератор коду включений як частина середовища.

### Visual Studio 2010
Представлений 12 квітня 2010 року. Включає .NET Framework 4.0. З'явилася нова мова F#, Visual C++ підтримує стандарт C++0x.
Інструменти Visual Studio 2010 допоможуть не тільки в створенні звичних програм для мобільних телефонів і персональних комп'ютерів, але в розробці хмарних застосунків. При цьому процес тестування, зневадження і розгортання програм в «хмарі» аналогічний створенню .NET-застосунків. Іншим важливим доповненням в Visual Studio 2010 є інструменти для багатониткової розробки з використанням як некерованого коду, так і .NET Framework.
У Visual Studio 2010 повністю перероблений інтерфейс з використанням Windows Presentation Foundation (WPF), упроваджено наступне покоління інструментів ASP.NET, є підтримка динамічних розширень в мовах програмування C# і Visual Basic, використовуються нові шаблони проектів, інструментарій для документування тестових сценаріїв і велика кількість нових бібліотек, що підтримують Windows 7.
Visual Studio Ultimate 2010, формально це Visual Studio Team System 2010, кодове ім'я Rosario, це новий інструмент для спільної розробки застосунків.

### Visual Studio 2012
Представлений 2 серпня 2012 року. Включає .NET Framework 4.5. Головні нововведення це підтримка Windows Runtime, C++/CX(Component Extensions), бібліотека C++ AMP для GPGPU програмування, компілятор Visual C++ майже підтримує стандарт C++11.
З'явився новий тип проектів, котрі дозволяють писати рідні застосунки (у стилі Windows Metro) для операційної системи Windows 8. Інструмент швидкої розробки та розгортання настільних біснес-застосунків LightSwitch був також включений в пакет Visual Studio. Значно оновився зовнішній інтерфейс програми, були поліпшені додатки оглядів проектів (англ. solution explorer) та тестів.
Загалом вийшло 5 оновлень цієї версії, останнє датується 24 серпня 2015 року.

### Visual Studio 2013
Побачивши світ у вигляді попередньої версії 26 червня 2013 року, нова версія з типовим кодовим ім'ям Dev12 остаточно вийшла у продаж 17 жовтня 2013 року.
Помітними змінами були покращення інтерфейсу користувача для командної розробки, підтримка платформи десктопної та мобільної розробки Windows 8.1, а також покращення для Web-розробників. Були перероблені та вдосконалені засоби діагностики та відлагожування, представлені нові засоби аналізу витоків пам'яті тощо.
Усього вийшло 5 оновлень даної версії, останнє відбулося 20 липня 2015 року.

### Visual Studio 2015
Наступна версія Visual Studio, під кодовим ім'ям Dev14 була представлена 20 червня 2015 року. Суттєвою зміною стала підтримка багатьох цільових платформ: окрім базової Windows з'явилась можливість будувати проекти для IOS та Android. Для розробників комп'ютерних ігор була додана підтримка програмного каркасу Unity. Був оновлений механізм автентифікації: користувач під час запуску Visual Studio синхронізується з єдиним аккаунтом Microsoft.
Версія має в собі .NET Framework 4.6 та підтримку універсальної платформи Windows 10. Розробників на мові C++ потішили новим функціоналом стандарту C++14, та навіть деякими поліпшеннями з C++17.
Останнім оновленням на цей момент є Update 2 від 30 березня 2016 року, у якому багато уваги приділено стабільності, та продовжено роботу у напрямку підтримки нових стандартів мови С++.

### Visual Studio 2017
Перший нестабільний випуск наступної версії програми під умовною назвою «15» побачив світ 30 березня 2016 року. Основними змінами стали інтерфейс інсталятора та численні незначні покращення у різних компонентах середовища розробки. Очікується підтримка мови програмування Solidity.
Версія остаточно побачила світ під назвою Visual Studio 2017 7 березня 2017 року.

### Visual Studio 2019
Перша версія нової Visual Studio (Preview) була випущена у грудні 2018 року. Вона мала 5 етапів. У березні був вже визначений RC (Release Candidate). Тому через місяць, а саме 2 квітня була випущена стабільна версія Visual Studio 2019 на Windows та Visual Studio on MAC. Як і у минулих версіях є три типи (Community, Professional, Enterprise).

### Visual Studio 2022
Остання Visual Studio 17.13.1.

## Доповнення (Add-Ins)
Visual Studio побудована в архітектурі, що підтримує можливість використання доповнень (Add-Ins), — плагінів від сторонніх розробників, що дає змогу розширювати можливості середовища розробки.
Деякі з найпопулярніших доповнень:
- DevPartner Studio
- Visual Assist
- ReSharper
- IncrediBuild
- Workspace Whiz
- Viva64